# العلاقات الليبيرية المالية
العلاقات الليبيرية المالية هي العلاقات الثنائية التي تجمع بين ليبيريا ومالي.

## مقارنة بين البلدين
هذه مقارنة عامة ومرجعية للدولتين:
| وجه المقارنة                                              | ليبيريا      | مالي            |
| --------------------------------------------------------- | ------------ | --------------- |
| المساحة (كم2)                                             | 111.37 ألف   | 1.24 مليون      |
| عدد السكان (نسمة)                                         | 4.73 مليون   | 18.54 مليون     |
| الكثافة السكانية (ن./كم²)                                 | 42.47        | 14.95           |
| العاصمة                                                   | مونروفيا     | باماكو          |
| اللغة الرسمية                                             | لغة إنجليزية | لغة فرنسية      |
| العملة                                                    | دولار ليبيري | فرنك غرب أفريقي |
| الناتج المحلي الإجمالي (بليون دولار)                      | 2.16 مليار   | 15.29 مليار     |
| الناتج المحلي الإجمالي (تعادل القوة الشرائية) بليون دولار | 3.76 مليار   | 35.69 مليار     |
| الناتج المحلي الإجمالي الاسمي للفرد دولار أمريكي          | 455          | 724             |
| الناتج المحلي الإجمالي للفرد دولار أمريكي                 | 842          | 1.60 ألف        |
| مؤشر التنمية البشرية                                      | 0.430        | 0.419           |
| رمز المكالمات الدولي                                      | +231         | +223            |
| رمز الإنترنت                                              | .lr          | .ml             |
| المنطقة الزمنية                                           | 00           | 00              |

## منظمات دولية مشتركة
يشترك البلدان في عضوية مجموعة من المنظمات الدولية، منها:
| علم المنظمة | اسم المنظمة                                 | تاريخ انضمام ليبيريا | تاريخ انضمام مالي |
| ----------- | ------------------------------------------- | -------------------- | ----------------- |
|             | مؤسسة التنمية الدولية                       | 28 مارس 1962         | 27 سبتمبر 1963    |
|             | البنك الإفريقي للتنمية                      | ?                    | ?                 |
|             | مؤسسة التمويل الدولية                       | 28 مارس 1962         | 9 مايو 1978       |
|             | منظمة حظر الأسلحة الكيميائية                | ?                    | ?                 |
|             | الأمم المتحدة                               | 2 نوفمبر 1945        | 28 سبتمبر 1960    |
|             | الاتحاد الدولي للاتصالات                    | 10 أكتوبر 1927       | 21 أكتوبر 1960    |
|             | منظمة الشرطة الجنائية الدولية               | ?                    | ?                 |
|             | البنك الدولي للإنشاء والتعمير               | 28 مارس 1962         | 27 سبتمبر 1963    |
|             | الاتحاد البريدي العالمي                     | ?                    | ?                 |
|             | المركز الدولي لتسوية المنازعات الاستشارية   | 16 يوليو 1970        | 2 فبراير 1978     |
|             | وكالة ضمان الاستثمار متعدد الأطراف          | 12 أبريل 2007        | 22 أكتوبر 1992    |
|             | مجموعة دول أفريقيا والكاريبي والمحيط الهادئ | ?                    | ?                 |
|             | الاتحاد الأفريقي                            | ?                    | ?                 |
|             | يونسكو                                      | 6 مارس 1947          | 7 نوفمبر 1960     |

## وصلات خارجية
- موقع وزارة الخارجية الليبيرية